# Keith Tower
Keith Raymond Tower (nacido el 15 de mayo de 1970 en Libby, Montana) es un exjugador de baloncesto estadounidense que jugó cuatro temporadas en la NBA, además de hacerlo en ligas menores de su país, en Europa, en Argentina y en Japón. Con 2,11 metros de estatura, lo hacía en la posición de pívot.

## Trayectoria deportiva

### Universidad
Jugó durante cuatro temporadas con los Fighting Irish de la Universidad Notre Dame, en las que promedió 4,4 puntos y 4,6 rebotes por partido.

### Profesional
Tras no ser elegido en el Draft de la NBA de 1992, fichó por los Chicago Bulls, pero fue cortado sin llegar a debutar. Jugó entonces una temporada en los Columbus Horizon de la CBA, hasta que en 1993 fichó como agente libre por Orlando Magic. Allí permaneció dos temporadas, pero únicamente disputó 14 partidos en total, no llegando a promediar ni un punto por partido.
Tras ser despedido, se marchó a jugar al Asociación Deportiva Atenas de la liga argentina, para posteriormente regresar a la NBA de la mano de Los Angeles Clippers, donde jugó una temporada como suplente de Bison Dele, en la que promedió 2,4 puntos y 1,5 rebotes por partido.
Al año siguiente firmó con los Milwaukee Bucks, pero solo llegó a jugar cinco partidos, en los que promedió 1,4 puntos y 1,8 rebotes. Regresó posteriormente a la CBA, para jugar en los Fort Wayne Fury y los La Crosse Bobcats, y de ahí marchó a jugar a Japón. Tras un breve paso por Polonia, fichó por el Cantabria Lobos de la liga ACB, donde sustituyó a Torraye Braggs. Jugó 20 partidos, en los que promedió 5,6 puntos y 4,2 rebotes. Acabó su carrera jugando en la ABA.

## Estadísticas de su carrera en la NBA

### Temporada regular
| Temporada | Edad | Equipo               | Liga | Pos. | P  | TIT | MIN  | TC  | TCA | %TC  | 3P  | 3PA | %3P  | 2P  | 2PA | %2P  | TL  | TLA | %TL  | R.OF. | R.DEF. | REB | ASIS | ROB | TAP | PER | FP  | PTS |
| 1993-94   | 23   | Orlando Magic        | NBA  | C    | 11 | 0   | 2.9  | 0.4 | 0.8 | .444 | 0.0 | 0.0 |      | 0.4 | 0.8 | .444 | 0.0 | 0.0 |      | 0.0   | 0.5    | 0.5 | 0.1  | 0.0 | 0.0 | 0.0 | 0.5 | 0.7 |
| 1994-95   | 24   | Orlando Magic        | NBA  | C    | 3  | 0   | 2.3  | 0.0 | 0.7 | .000 | 0.0 | 0.0 |      | 0.0 | 0.7 | .000 | 0.3 | 0.7 | .500 | 0.3   | 0.7    | 1.0 | 0.0  | 0.0 | 0.0 | 0.3 | 0.3 | 0.3 |
| 1995-96   | 25   | Los Angeles Clippers | NBA  | C    | 34 | 1   | 9.0  | 0.9 | 2.1 | .444 | 0.0 | 0.0 | .000 | 0.9 | 2.1 | .451 | 0.5 | 0.8 | .692 | 0.6   | 0.9    | 1.5 | 0.1  | 0.1 | 0.3 | 0.5 | 1.5 | 2.4 |
| 1996-97   | 26   | Milwaukee Bucks      | NBA  | C    | 5  | 1   | 14.4 | 0.6 | 1.6 | .375 | 0.0 | 0.0 |      | 0.6 | 1.6 | .375 | 0.2 | 1.6 | .125 | 0.4   | 1.4    | 1.8 | 0.2  | 0.4 | 0.2 | 0.4 | 2.4 | 1.4 |
| Total     |      |                      | NBA  |      | 53 | 2   | 7.8  | 0.7 | 1.7 | .429 | 0.0 | 0.0 | .000 | 0.7 | 1.7 | .433 | 0.4 | 0.7 | .556 | 0.5   | 0.8    | 1.3 | 0.1  | 0.1 | 0.2 | 0.4 | 1.3 | 1.8 |